# A Pókember elképesztő kalandjai epizódjainak listája
A Pókember elképesztő kalandjai amerikai televíziós sorozat, amely a Disney XD és a Disney Channel csatornán fut.

## Évados áttekintés
| Évad | Évad | Epizódok | Eredeti sugárzás    | Eredeti sugárzás     | Magyar sugárzás    | Magyar sugárzás     |
| Évad | Évad | Epizódok | Évadpremier         | Évadfinálé           | Évadpremier        | Évadfinálé          |
| ---- | ---- | -------- | ------------------- | -------------------- | ------------------ | ------------------- |
|      | 1    | 26       | 2012. április 1.    | 2012. október 28.    | 2012. július 1.    | 2013. március 3.    |
|      | 2    | 26       | 2013. január 21.    | 2013. november 10.   | 2013. november 15. | 2014. április 25.   |
|      | 3    | 26       | 2014. augusztus 31. | 2015. szeptember 15. | 2014. november 9.  | 2016. augusztus 24. |
|      | 4    | 26       | 2016. február 21.   | 2017. január 7.      | 2016. július 18.   | 2016. december 17.  |

## Epizódok

### 1. évad
| #   | Eredeti cím               | Magyar cím            | Rendező                      | Író                             | Eredeti premier      | Magyar premier       |
| --- | ------------------------- | --------------------- | ---------------------------- | ------------------------------- | -------------------- | -------------------- |
| 1.  | Great Power               | Nagy hatalom          | Alex Soto és Tim Eldered     | Paul Dini                       | 2012. április 1.     | 2012. július 1.      |
| 2.  | Great Responsibility      | Nagy felelősség       | Phil Pignotti és Tim Eldered | Paul Dini                       | 2012. április 1.     | 2012. szeptember 9.  |
| 3.  | Doomed                    | Fátum                 | Gary Hartle és Jeff Allen    | Man of Action                   | 2012. április 8.     | 2012. szeptember 16. |
| 4.  | Venom                     | Méreg                 | Alex Soto                    | Man of Action és James Felder   | 2012. április 15.    | 2012. szeptember 23. |
| 5.  | Flight of the Iron Spider | A vaspók röpte        | Phil Pignotti                | Man of Action                   | 2012. április 22.    | 2012. szeptember 30. |
| 6.  | Why I Hate Gym            | Miért utálom a tesit! | Jeff Allen és Gary Hartle    | Man of Action és Joe Fallon     | 2012. április 29.    | 2012. október 7.     |
| 7.  | Exclusive                 | Exkluzív interjú      | Alex Soto                    | Man of Action és Dani Wolff     | 2012. május 6.       | 2012. október 14.    |
| 8.  | Back in Black             | A fekete pók          | Phil Pignotti                | Man of Action                   | 2012. május 13.      | 2012. október 28.    |
| 9.  | Field Trip                | Az osztálykirándulás  | Alex Soto                    | Man of Action és Eugene Son     | 2012. május 20.      | 2012. november 4.    |
| 10. | Freaky                    | A testcsere           | Jeff Allen                   | Brian Michael Bendis            | 2012. június 17.     | 2012. november 11.   |
| 11. | Venomous                  | Méreg visszatér       | Phil Pignotti                | Man of Action                   | 2012. június 24.     | 2012. november 18.   |
| 12. | Me Time                   | Egy kis pihi          | Alex Soto                    | Man of Action és Jacob Semahn   | 2012. július 1.      | 2012. november 25.   |
| 13. | Strange                   | Dr. Strange           | Jeff Allen                   | Man of Action és James Felder   | 2012. július 8.      | 2012. december 2.    |
| 14. | Awesome                   | A szupertégla         | Phil Pignotti                | Man of Action és Eugene Son     | 2012. július 15.     | 2012. december 9.    |
| 15. | For Your Eye Only         | Szigorúan titkos      | Jeff Allen                   | Brian Michael Bendis            | 2012. július 22.     | 2012. december 16.   |
| 16. | Beetle Mania              | Bogár                 | Alex Soto                    | Man of Action és Scott Mosier   | 2012. július 29.     | 2012. december 23.   |
| 17. | Snow Day                  | Szénszünet            | Phil Pignotti                | Man of Action és Rich Fogel     | 2012. augusztus 5.   | 2012. december 30.   |
| 18. | Damage                    | Kárrendezés           | Jeff Allen                   | Man of Action és Scott Mosier   | 2012. augusztus 19.  | 2013. január 6.      |
| 19. | Home Sick Hulk            | A magányos Hulk       | Alex Soto                    | Danielle Wolff és Man of Action | 2012. szeptember 9.  | 2013. január 13.     |
| 20. | Run Pig Run               | Fuss malac fuss       | Phil Pignotti                | Man of Action és Eugene Son     | 2012. szeptember 16. | 2013. január 20.     |
| 21. | I Am Spider-Man           | Én vagyok Pókember    | Jeff Allen                   | Man of Action és Joe Fallon     | 2012. szeptember 23. | 2013. január 27.     |
| 22. | The Iron Octopus          | A vas oktopusz        | Alex Soto                    | Man of Action és Frank Tieri    | 2012. szeptember 30. | 2013. február 3.     |
| 23. | Not a Toy                 | Nem játék             | Phil Pignotti                | Brian Michael Bendis            | 2012. október 7.     | 2013. február 10.    |
| 24. | The Attack of the Beetle  | A bogár támadása      | Jeff Allen                   | Man of Action és Scott Mosier   | 2012. október 14.    | 2013. február 17.    |
| 25. | Revealed                  | A leleplezés          | Alex Soto                    | Man of Action és Eugene Son     | 2012. október 28.    | 2013. február 24.    |
| 26. | The Rise of the Goblin    | A manó felemelkedése  | Phil Pignotti                | Man of Action és Jacob Semahn   | 2012. október 28.    | 2013. március 3.     |

### 2. évad
| #   | Eredeti cím                | Magyar cím              | Rendező       | Író                                              | Eredeti premier      | Magyar premier     |
| --- | -------------------------- | ----------------------- | ------------- | ------------------------------------------------ | -------------------- | ------------------ |
| 1.  | The Lizard                 | A gyík                  | Roy Burdine   | Man of Action és Jacob Semahn                    | 2013. január 21.     | 2013. november 15. |
| 2.  | Electro                    | Electro                 | Phil Pignotti | Man of Action és Eugene Son                      | 2013. január 21.     | 2013. november 15. |
| 3.  | The Rhino                  | A Rhinó                 | Tim Maltby    | Man of Action és Ed Valentine                    | 2013. január 27.     | 2013. november 22. |
| 4.  | Kraven the Hunter          | Kraven, a vadász        | Roy Burdine   | Man of Action és Danielle Wolff                  | 2013. február 3.     | 2013. november 29. |
| 5.  | Hawkeye                    | Sólyomszem              | Phil Pignotti | Man of Action és Scott Mosier                    | 2013. február 10.    | 2013. december 6.  |
| 6.  | The Sinister Six           | A Halálos Hat           | Tim Maltby    | Man of Action és Scott Mosier                    | 2013. február 17.    | 2013. december 13. |
| 7.  | Spidah-Man!                | Bostonban szép az élet! | Roy Burdine   | Man of Action és Jimmy Palmiotti                 | 2013. március 24.    | 2013. december 20. |
| 8.  | Carnage                    | Mészárszék              | Phil Pignotti | Man of Action és Paul Giacoppo                   | 2013. március 31.    | 2013. december 27. |
| 9.  | House Arrest               | Bolondok háza           | Tim Maltby    | Man of Action és Eugene Son                      | 2013. április 7.     | 2014. január 3.    |
| 10. | The Man-Wolf               | Az emberfarkas          | Roy Burdine   | Man of Action és Danielle Wolff                  | 2013. április 14.    | 2014. január 10.   |
| 11. | Swarm                      | Raj                     | Phil Pignotti | Man of Action és Scott Mosier                    | 2013. június 9.      | 2014. január 17.   |
| 12. | Itsy Bitsy Spider-Man      | Gyerekcipőben           | Tim Maltby    | Man of Action, Kevin Burke és Chris "Doc" Wyatt  | 2013. június 9.      | 2014. január 24.   |
| 13. | Journey of the Iron Fist   | Vasököl utazása         | Roy Burdine   | Man of Action és Jacob Semahn                    | 2013. június 16.     | 2014. január 31.   |
| 14. | The Incredible Spider-Hulk | A hihetetlen Hulk ember | Phil Pignotti | Brian Michael Bendis                             | 2013. június 23.     | 2014. február 7.   |
| 15. | Ultimate Deadpool          | Az elképesztő Deadpool  | Roy Burdine   | Man of Action és Ed Valentine                    | 2013. július 7.      | 2014. február 14.  |
| 16. | Venom Bomb                 | Méreg bomba             | Phil Pignotti | Man of Action és Scott Mosier                    | 2013. július 14.     | 2014. február 21.  |
| 17. | Guardians of the Galaxy    | A galaxis őrzői         | Tim Maltby    | Brian Michael Bendis                             | 2013. július 21.     | 2014. február 28.  |
| 18. | The Parent Trap            | A szülők csapdája       | Roy Burdine   | Man of Action és Kaita Mpambara                  | 2013. július 21.     | 2014. március 7.   |
| 19. | Stan By Me                 | Nagy ember Stan         | Tim Maltby    | Man of Action és Joe Fallon                      | 2013. augusztus 4.   | 2014. március 14.  |
| 20. | Game Over                  | A játék vége            | Phil Pignotti | Man of Action és Jacob Semahn                    | 2013. szeptember 29. | 2014. március 21.  |
| 21. | Blade                      | Penge                   | Roy Burdine   | Man of Action, Kevin Burke, és Chris "Doc" Wyatt | 2013. október 5.     | 2014. március 28.  |
| 22. | The Howling Commandos      | A rémkommandó           | Phil Pignotti | Man of Action, Kevin Burke, és Chris "Doc" Wyatt | 2013. október 5.     | 2014. április 4.   |
| 23. | Second Chance Hero         | Másodszorra már hős     | Tim Maltby    | Man of Action, Kevin Burke és Chris "Doc" Wyatt  | 2013. október 20.    | 2014. április 11.  |
| 24. | Sandman Returns            | Homokember visszatér    | Roy Burdine   | Man of Action és Danielle Wolff                  | 2013. október 27.    | 2014. április 18.  |
| 25. | Return of the Sinister Six | A halálos hat visszatér | Phil Pignotti | Man of Action és Scott Mosier                    | 2013. november 3.    | 2014. április 25.  |
| 26. | Ultimate                   | Végső menet             | Tim Maltby    | Man of Action és Jacob Semahn                    | 2013. november 10.   | 2014. április 25.  |

### 3. évad
| #   | Eredeti cím                               | Magyar cím                   | Rendező     | Író                            | Eredeti premier      | Magyar premier      |
| --- | ----------------------------------------- | ---------------------------- | ----------- | ------------------------------ | -------------------- | ------------------- |
| 1.  | The Avenging Spider-Man                   | A bosszúálló pókember        | Roy Burdine | Paul Dini                      | 2014. augusztus 31.  | 2014. november 8.   |
| 2.  | The Avenging Spider-Man                   | A bosszúálló pókember        | Tim Maltby  | Paul Dini                      | 2014. augusztus 31.  | 2014. november 9.   |
| 3.  | Agent Venom                               | Méreg ügynök                 | Kalvin Lee  | Eugene Son                     | 2014. szeptember 7.  | 2014. november 15.  |
| 4.  | Cloak and Dagger                          | Csuklyás és tőr              | Roy Burdine | Danielle Wolff                 | 2014. szeptember 14. | 2014. november 16.  |
| 5.  | The Next Iron Spider                      | Az új vaspók                 | Tim Maltby  | Kevin Burke, Chris "Doc" Wyatt | 2014. szeptember 21. | 2014. november 22.  |
| 6.  | The Vulture                               | A keselyű                    | Kalvin Lee  | Henry Gilroy, Marty Isenberg   | 2014. szeptember 28. | 2014. november 23.  |
| 7.  | The Savage Spider-Man                     | A vad pókember               | Roy Burdine | Jim McCann                     | 2014. október 7.     | 2014. november 29.  |
| 8.  | New Warriors                              | Új harcosok                  | Tim Maltby  | Eugene Son                     | 2014. október 14.    | 2014. november 30.  |
| 9.  | The Spider-Verse                          | Pókok világai                | Kalvin Lee  | Danielle Wolff                 | 2015. március 5.     | 2016. augusztus 1.  |
| 10. | The Spider-Verse                          | Pókok világai                | Roy Burdine | Paul Dini                      | 2015. március 12.    | 2016. augusztus 2.  |
| 11. | The Spider-Verse                          | Pókok világai                | Tim Maltby  | Kevin Burke, Chris "Doc" Wyatt | 2015. március 19.    | 2016. augusztus 3.  |
| 12. | The Spider-Verse                          | Pókok világai                | Kalvin Lee  | Eugene Son                     | 2015. március 26.    | 2016. augusztus 4.  |
| 13. | The Return of the Guardians of the Galaxy | A Galaxis őrzői visszatérnek | Roy Burdine | Brian Michael Bendis           | 2014. július 6.      | 2016. augusztus 5.  |
| 14. | S.H.I.E.L.D. Academy                      | A S.H.I.E.L.D. akadémia      | Tim Maltby  | Marty Isenberg                 | 2015. július 7.      | 2016. augusztus 8.  |
| 15. | Rampaging Rhino                           | A tomboló rinó               | Kalvin Lee  | Marty Isenberg                 | 2015. július 14.     | 2016. augusztus 9.  |
| 16. | Ant-Man                                   | Hangyaember                  | Roy Burdine | Tom Pugsley                    | 2015. július 21.     | 2016. augusztus 10. |
| 17. | Burrito Run                               | Sok húhó egy burritóért      | Tim Maltby  | Mairghread Scott               | 2015. július 28.     | 2016. augusztus 11. |
| 18. | Inhumanity                                | Nememberek                   | Kalvin Lee  | Geoffrey Thorne                | 2015. augusztus 4.   | 2016. augusztus 12. |
| 19. | Attack of the Synthezoids                 | A szintetikusok támadása     | Roy Burdine | Andrew R. Robinson             | 2015. szeptember 19. | 2016. augusztus 15. |
| 20. | The Revenge of Arnim Zola                 | Arnim Zola bosszúja          | Tim Maltby  | Brandon Auman                  | 2015. szeptember 26. | 2016. augusztus 16. |
| 21. | Halloween Night at the Museum             | Halloween a múzeumban        | Kalvin Lee  | Danielle Wolff                 | 2014. október 10.    | 2016. augusztus 17. |
| 22. | Nightmare on Christmas                    | Karácsonyi rémálom           | Roy Burdine | Eugene Son                     | 2014. december 3.    | 2016. augusztus 18. |
| 23. | Contest of the Champions                  | Bajnokok viadala             | Tim Maltby  | Thomas F. Zahler               | 2015. február 3.     | 2016. augusztus 19. |
| 24. | Contest of the Champions                  | Bajnokok viadala             | Kalvin Lee  | Matt Wayne                     | 2015. február 10.    | 2016. augusztus 22. |
| 25. | Contest of the Champions                  | Bajnokok viadala             | Roy Burdine | Marty Isenberg                 | 2015. február 17.    | 2016. augusztus 23. |
| 26. | Contest of the Champions                  | Bajnokok viadala             | Tim Maltby  | Eugene Son                     | 2015. február 24.    | 2016. augusztus 24. |

### 4. évad: Marvel Újvilági Pókember a Baljós Hatos ellen
| #   | Eredeti cím                         | Magyar cím                   | Rendező       | Író                             | Eredeti premier      | Magyar premier     |
| --- | ----------------------------------- | ---------------------------- | ------------- | ------------------------------- | -------------------- | ------------------ |
| 1.  | Hydra Attacks (Part 1)              | A Hidra támadása             | Young Ki Yoon | Kevin Burke & Chris "Doc" Wyatt | 2016. február 21.    | 2016. július 18.   |
| 2.  | Hydra Attacks (Part 2)              | A Hidra támadása             | Young Ki Yoon | Kevin Burke & Chris "Doc" Wyatt | 2016. február 21.    | 2016. július 19.   |
| 3.  | Miles From Home                     | Messze hazulról              | Roy Burdine   | Kevin Burke & Chris "Doc" Wyatt | 2016. február 28.    | 2016. július 20.   |
| 4.  | Iron Vulture                        | Vaskeselyű                   | Jacob Semahn  | Young Ki Yoon                   | 2016. március 6.     | 2016. július 21.   |
| 5.  | Lizards                             | Gyíkfertőzés                 | Jae Woo Kim   | Paul Giacoppo                   | 2016. március 13.    | 2016. július 22.   |
| 6.  | Double Agent Venom                  | Kettős Méreg ügynök          | Roy Burdine   | Mairghread Scott                | 2016. március 20.    | 2016. július 23.   |
| 7.  | Beached                             | Parti buli                   | Young Ki Yoon | Geoffrey Thorne                 | 2016. március 27.    | 2016. július 24.   |
| 8.  | Anti-Venom                          | Ellenméreg                   | Jae Woo Kim   | Matt Wayne                      | 2016. április 3.     | 2016. július 25.   |
| 9.  | Force of Nature                     | A víz hatalom                | Roy Burdine   | Gavin Hignight                  | 2016. április 10.    | 2016. július 26.   |
| 10. | The New Sinister 6 (Part 1)         | Az új Baljós Hatos           | Young Ki Yoon | Jacob Semahn                    | 2016. június 12.     | 2016. július 27.   |
| 11. | The New Sinister 6 (Part 2)         | Az új Baljós Hatos           | Jae Woo Kim   | Kevin Burke & Chris "Doc" Wyatt | 2016. június 19.     | 2016. július 28.   |
| 12. | Agent Web                           | Mádám Háló                   | Roy Burdine   | Geoffrey Thorne                 | 2016. június 26.     | 2016. július 29.   |
| 13. | The Symbiote Saga (Part 1)          | A szimbióta szindróma        | Roy Burdine   | Joshua Fine                     | 2016. július 3.      | 2016. november 5.  |
| 14. | The Symbiote Saga (Part 2)          | A szimbióta szindróma        | Jacob Semahn  | Young Ki Yoon                   | 2016. július 10.     | 2016. november 6.  |
| 15. | The Symbiote Saga (Part 3)          | A szimbióta szindróma        | Jae Woo Kim   | Kevin Burke & Chris "Doc" Wyatt | 2016. július 17.     | 2016. november 12. |
| 16. | Return to the Spider-Verse (Part 1) | Újra a Pókok világaiban      | Roy Burdine   | Andrew Robinson                 | 2016. augusztus 27.  | 2016. november 13. |
| 17. | Return to the Spider-Verse (Part 2) | Újra a Pókok világaiban      | Young Ki Yoon | Kevin Burke & Chris "Doc" Wyatt | 2016. szeptember 3.  | 2016. november 19. |
| 18. | Return to the Spider-Verse (Part 3) | Újra a Pókok világaiban      | Jae Woo Kim   | Henry Gilroy                    | 2016. szeptember 10. | 2016. november 20. |
| 19. | Return to the Spider-Verse (Part 4) | Újra a Pókok világaiban      | Roy Burdine   | Kevin Burke & Chris "Doc" Wyatt | 2016. szeptember 17. | 2016. november 26. |
| 20. | Strange Little Halloween            | Halloween egy kicsit másképp | Young Ki Yoon | Henry Gilroy                    | 2016. október 1.     | 2016. július 30.   |
| 21. | Spider Slayers (Part 1)             | A pókölők                    | Young Ki Yoon | Paul Giacoppo                   | 2016. október 8.     | 2016. december 3.  |
| 22. | Spider Slayers (Part 2)             | A pókölők                    | Jae Woo Kim   | Joshua Hale Fialkov             | 2016. október 15.    | 2016. december 4.  |
| 23. | Spider Slayers (Part 3)             | A pókölők                    | Roy Burdine   | Marty Isenberg                  | 2016. október 22.    | 2016. december 10. |
| 24  | The Moon Knight Before Christmas    | A karácsonyi Lovag           | Jae Woo Kim   | Elliott Casey                   | 2016. december 17.   | 2016. július 31.   |
| 25. | Graduation Day (Part 1)             | Záróvizsga                   | Young Ki Yoon | Kevin Burke                     | 2017. január 7.      | 2016. december 11. |
| 26. | Graduation Day (Part 2)             | Záróvizsga                   | Jae Woo Kim   | Chris "Doc" Wyatt               | 2017. január 7.      | 2016. december 17. |